# Transnacionalismus
Transnacionalismus je novodobý sociální fenomén označující proces migrace, kdy se přistěhovalci nevzdávají svých původních identit a zvyků. Transmigranti působí ve dvou i více sociálních světech zároveň. Předchozí teorie o migraci počítaly s tím, že jakmile se člověk natrvalo přestěhuje, ztrácí vazby na zemi svého původu. To ale již dnes neplatí. Jednotlivci, skupiny, instituce i státy interagují navzájem v novém globálním prostoru, kde jsou kulturní a politické charakteristiky národních společností kombinované se vznikajícími multikulturními a multipolitickými charakteristikami. Obrazně řečeno se boří hranice a vytváří se nový nadnárodní prostor. Sám pojem transnacionalismus by se mohl překládat do češtiny jako „nadnárodnost“ (trans – přes, napříč; natio – národ).

## Historie
Koncept transnacionalismu se objevil v 80. letech 20. století ve chvíli, kdy se sociologové začali hlouběji zajímat o téma globalizace. Nicméně samotný termín byl znám již od začátku 20. století. První, kdo s pojmem transnacionalismu přišel, byl sociolog Frederic Wakeman. Zpopularizoval ho americký myslitel Randolph Bourne.
Transnacionalismus jako fenomén vznikl společně s novými technologiemi jako je internet, telefony, letadla a jiné. Díky nim je totiž pro přistěhovalce lehčí a finančně dostupnější udržovat kontakt se svou domovinou. Další důležitou podmínkou pro vznik transnacionalismu je integrační politika vyspělých zemí.
Sám o sobě byl transnacionalismus blíže popsán a zaznamenán až v roce 1998 v knize Handbook of Methods in Cultural Anthropology (Příručka metod kulturní antropologie) švédského antropologa Ulfa Hannerze, který pojmu ve své knize věnoval celou jednu kapitolu.

## Rozdíl mezi diasporou a transnacionalismem
Diaspory (tzn. lidé emigrující ze své domoviny ve větším počtu) existovaly již v dobách před naším letopočtem (např. odchod Židů z Palestiny). V těchto případech však nelze mluvit o transnacionalismu, jelikož aktéři diaspory nepodnikali hromadné stěhování dobrovolně a v místě svého nového bydliště se nesnažili o hlubší interakci s domorodci. Nevytvořili si k novému domovu hlubší vztah a doufali, že se jednou do země svého původu budou moci vrátit. Postrádali tak transnacionální identitu.
Další rozdíl spočívá v tom, že transnacionalismus klade důraz na ztrátu schopnosti národů ovlivňovat způsob, jakým určité společenské skupiny praktikují soubor tradic, který je pro ně důležitý. Naopak teorie diaspory mimo jiné popisuje rasové dynamiky, které podkreslují dělbu práce na mezinárodním trhu a rozložení globálního kapitálu.
Syntéza obou pojmů ale může vnést do vnímání transnacionalismu zcela nový rozměr. Asale Angel-Ajani ve svém článku z roku 2006 tvrdí, že „je možné se ve studiích diaspory posunout od politicky sanitizovaného diskurzu, jenž obklopuje studie transnacionalismu“. Vzhledem k tomu, že se např. studium africké diaspory zaměřuje na tematiku rasismu a rasistické teorie bělošské nadřazenosti, má dle něj potenciál vnést do problematiky transnacionalismu „až radikálně politickou perspektivu studia transnacionálních procesů a globalizace“.

## Pojmy spojené s transnacionalismem

### Transnacionální rodiny
Transnacionální rodiny tvoří lidé s příbuzenskými vztahy, kteří sice žijí odděleně v jiných zemích, ale soustavně spolu udržují kontakt, pomáhají si, a i na dálku „drží pospolu“.

### Transnacionální sociální pole
Transnacionální migranti budují tak zvaná transnacionální sociální pole, která soustřeďují zvyky, jazyk atd. z původní domoviny v domovině nové. Bez těchto sociálních polí by vlastně transnacionální migrace vůbec nemohla existovat. Transnacionální sociální pole též umožňují transnacionální politickou a kulturní participaci.

### Multi-lokální životní svět
Etnolog, sociolog a teoretik transnacionalismu Steven Vertovec přišel s konceptem multi-lokálního životního světa. Tento nový svět je vlastně produktem transnacionalismu ve všech jeho podobách.

### Transnacionální antropologie
Transnacionální antropologie je věda zabývající se vazbami migrantů na jejich země původu. Studuje také, jaký dopad má transnacionalismus na všechny jeho aktéry (nejen na migranty).

### Transnacionální sociální sítě
Sociální, ekonomické, příbuzenské a osobní sítě přistěhovalců a jejich rodin, které propojují původní a nové domovy těchto lidí, nazýváme transnacionální sociální sítě. Teorie transnacionálních sociálních sítí předpokládá, že přistěhovalci nejsou pasivními subjekty migrace, ale jejími aktéry. Zatímco transnacionální sociální pole soustřeďuje objekty z různých částí světa do jednoho místa (počítá pouze s pohybem „tam“), transnacionální sociální sítě mluví o pohybu tam i zpět. Transnacionální sociální sítě jsou produktem ekonomických, politických a kulturních aktivit přistěhovalců.

### Transnacionální identity
Transnacionální identity jsou identity decentralizované. Migrant s transnacionální identitou má vícero domovů, vícero národních identit zároveň. Jinak řečeno, přistěhovalec se cítí doma jak ve své zemi původu, tak ve svém aktuálním bydlišti. V obou případech pociťuje sounáležitost s daným místem a jeho kulturou.